# Kościół św. Michała Archanioła w Dobromierzu
Kościół świętego Michała Archanioła – rzymskokatolicki kościół parafialny należący do dekanatu Świebodzice diecezji świdnickiej.
Jest to budowla wybudowana na początku XVI wieku, przebudowana częściowo w XVIII wieku i restaurowana w XIX wieku. Kościół jest orientowany, murowany, jednonawowy, posiada dwuprzęsłowe prezbiterium nakryte sklepieniem krzyżowo-żebrowym oraz wieżę od strony zachodniej. Na ścianach znajdują się całopostaciowe płyty nagrobne z XVI i XVII wieku. Świątynia posiada wyposażenie w stylu barokowo-renesansowym.

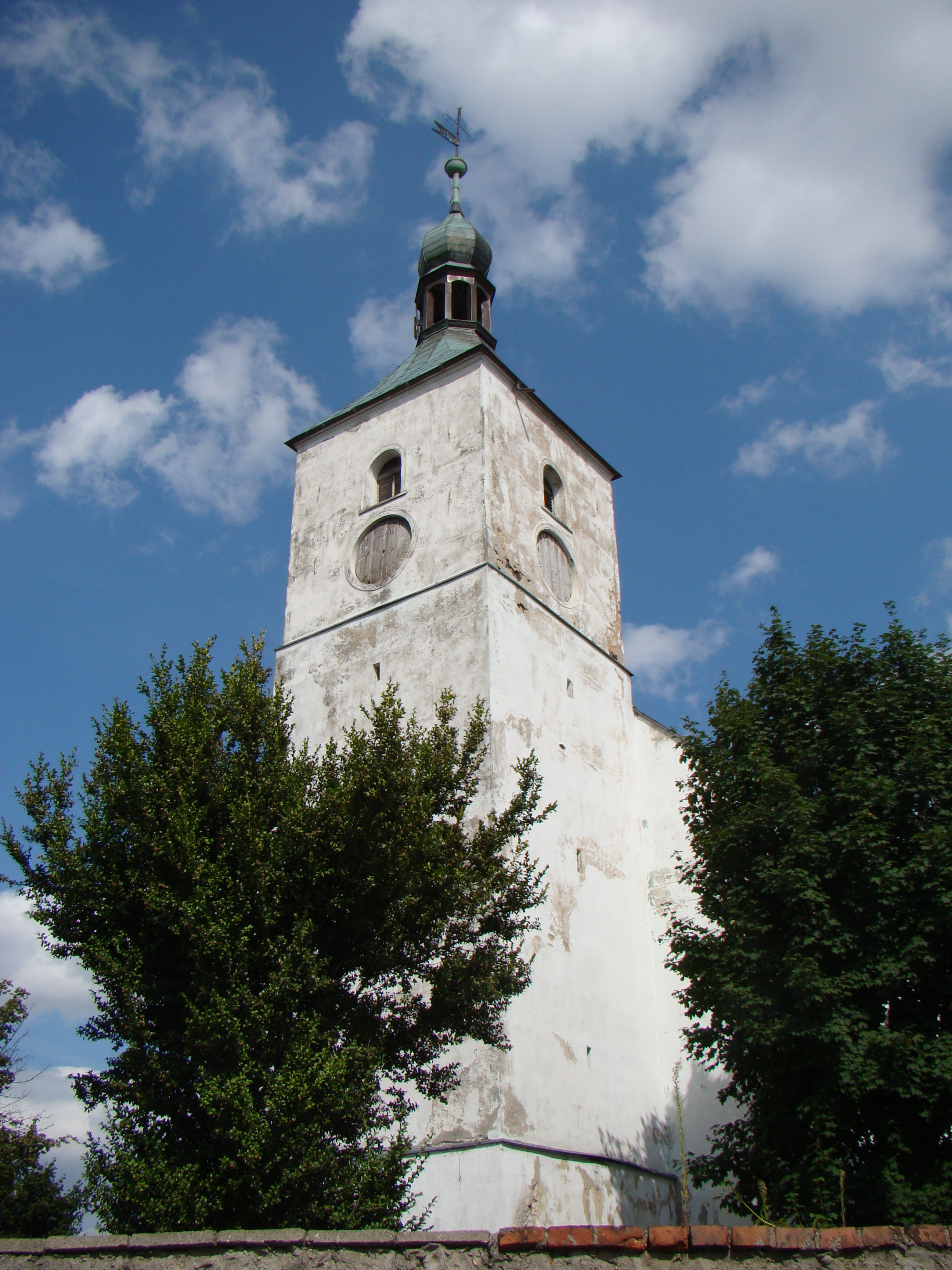
Wieża kościoła